# بخش جفرسون (شهرستان مدیسون، اوهایو)
بخش جفرسون (به انگلیسی: Jefferson Township) یک منطقهٔ مسکونی در ایالات متحده آمریکا است که در شهرستان مدیسون، اوهایو واقع شده‌است.
 بخش جفرسون ۱۰۹٫۱ کیلومتر مربع مساحت و ۶٬۹۳۵ نفر جمعیت دارد و ۲۸۰ متر بالاتر از سطح دریا واقع شده‌است.